# Győrffy
A Györfi, Győrfi, Györffy, Győrffy régi magyar családnév. Apanév, amely a György régi egyházi személynév + fi 'fia' képzővel alakult ki. A második gy mássalhangzó-torlódás feloldásával esett ki.

## Híres Györfi ~ Győrffy nevű személyek
Györfi, Győrfi
- Győrfi Alen (1989) motorversenyző
- Györfi Sándor (1951–) magyar szobrász és éremművész
- Győrfi Sándor (1929–2011) erdélyi biológus, biológiai szakíró

Györffy, Győrffy
- Győrffy Béla (1928–2002) agrármérnök, növénynemesítő, egyetemi tanár, az MTA tagja
- Györffy György (1917–2000) történész, az MTA tagja
- Győrffy György (1920–1984) színművész
- Györffy István (1884–1939) etnográfus (néprajzkutató), egyetemi tanár, az MTA tagja
- Győrffy István (1880–1959) botanikus, egyetemi tanár, az MTA tagja
- Győrffy Iván (1830–1883) pedagógiai író
- Györffi Kálmán (1945–2025) prózaíró
- Györffy Lajos (1897–1986) tanár, helytörténész